# David Fahrner
David Fahrner (* 15. Januar 1895 in Freudenstadt; † 5. Oktober 1962 ebenda) war ein deutscher Bildhauer.

## Leben
David Fahrner war ein bildender Künstler, der vor allem Skulpturen und Reliefs schuf. Er absolvierte eine Lehre in der Stuttgarter Metallwarenfabrik Mayer und Wilhelm, war sodann in der Stuttgarter Kunstprägeanstalt tätig, bildete sich als Graveur und Präger in Schwäbisch Gmünd aus und kehrte dann nach Freudenstadt als freier Künstler zurück. In den dreißiger Jahren war er auch für die Württembergische Metallwarenfabrik in Geislingen an der Steige tätig. Fahrner war von 1938 bis 1944 auf der Großen Deutschen Kunstausstellung mit 20 Werken, darunter sieben Plaketten, vertreten. Er wurde 1957 Gründungsmitglied der Freudenstädter Künstlergemeinschaft „Das Quadrat“. 
Fahrner gestaltete eine Vielzahl von Plaketten, Reliefs, Skulpturen und Plastiken. Soweit ersichtlich, besteht kein Werkverzeichnis. 

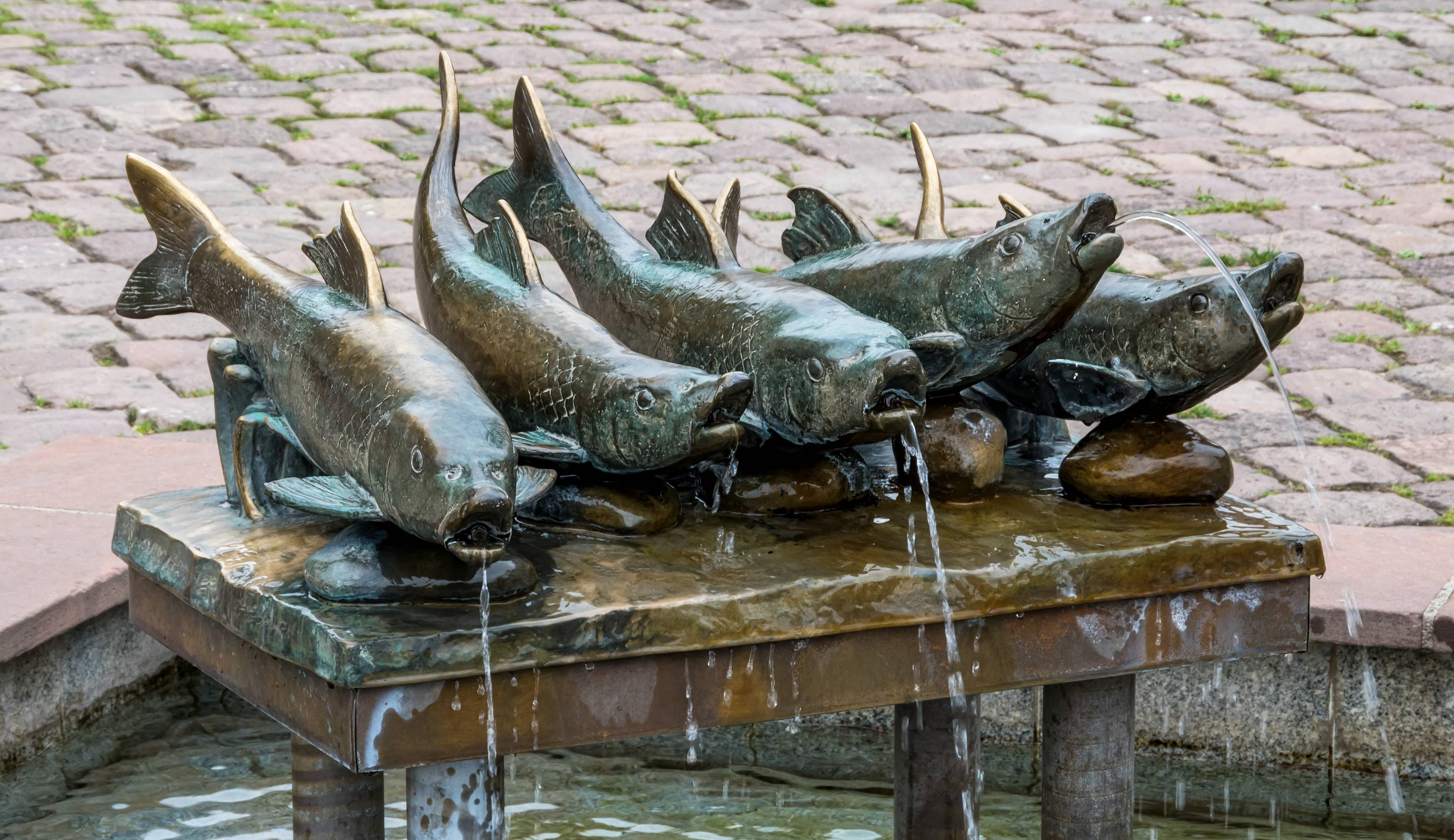
Barbenbrunnen Freudenstadt

## Werke

### Werke im öffentlichen Raum – Denkmale, Brunnen und Reliefs

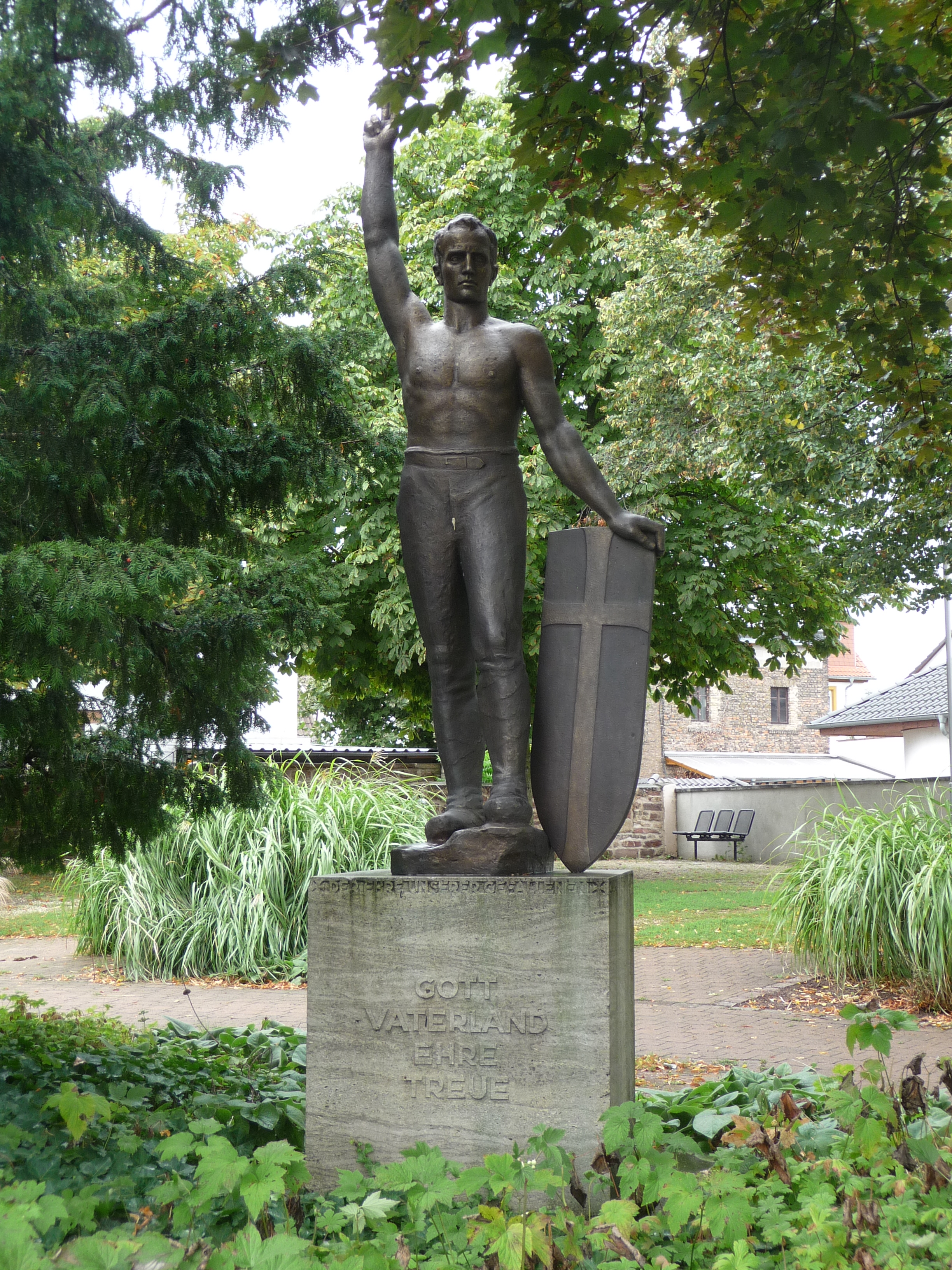
Kriegerdenkmal Worms-Neuhausen

#### Kriegerdenkmal Worms-Neuhausen
Dieses Denkmal wurde 1937 errichtet. Gestiftet von Ludwig Heyl.

#### „Sitzende“
Nach 1945. Ehrenmal für die Gefallenen beider Weltkriege. Altensteig, Walddorf, Kreis Calw.

#### Neptunbrunnen Tübingen
1947 wurde die Neptunfigur auf dem Marktbrunnen in Tübingen von Fahrner rekonstruiert. Das Metall wurde aus französischen Waffen eingeschmolzen. Die Plastik wurde in der WMF gegossen.

#### „Venus“ in Freudenstadt
Die Venus ist eine Bronzefigur von 1954. Sie wurde geschaffen zur Erinnerung an die Zerstörung im und den Wiederaufbau Freudenstadts nach dem Zweiten Weltkrieg. Sie wird auch „Hypotheken-Venus“ genannt, weil der Wiederaufbau der Stadt mit erheblichen Schulden verbunden war. Die Figur greift mit der einen Hand in eine bessere Zukunft, mit der anderen Hand schiebt sie das Böse der Vergangenheit von sich.

#### Barbenbrunnen
Nachkriegszeit. Freudenstadt. Die Barbe, ein forellenähnlicher Fisch, ist das Wappentier von Freudenstadt.

#### Kniende Frauenfigur
1959, Bronze, Friedhof Betzingen beim Gefallenen-Ehrenmal. Für die Figur soll Oskar Kalbfells Tochter Ingrid Modell gestanden haben.

#### Fischerin-Brunnen
1960, Aalen, vor dem St. Johann Friedhof.

### Werke für den inneren Bereich – Skulpturen, Büsten etc.
Stehendes Mädchen
1939 Gips

#### „Flötenspielerin“
1941. Weiblicher Akt mit Querflöte. Ca. 38 cm.

#### „Tanzende“
1945. Zinkguss, in Bronzeart grünlich patiniert, vollplastische Figur eines weiblichen Aktes im Tanze die Arme seitlich schwingend und ihr rechtes Bein nach hinten anwinkelnd, auf abgerundetem Sockel stehend, verso am Sockel im Guss signiert und datiert 1945, H: ca. 34 cm.https://www.siebers-auktionen.de/fileadmin/benutzerdaten/auktionen/Kuenstlerverzeichnis/F/Fahrner__David/3450-3.jpg

#### „Büste von Daniel Straub“

1950. Stadtarchiv Geislingen.
Straub war der Gründer der WMF.

#### „Kleiner Junge, der sich den Bauch hält“
Skulptur, ca. 10 cm Höhe, Entstehungsdatum unbekannt.

#### Büste von Hermann Saam
Der Bildhauer porträtierte den Politiker Hermann Saam. Entstehungsdatum unbekannt.

#### Büste von Theodor Heuss
1961 wurde für die Wirtschaftsoberschule Reutlingen, die am 7. Juni 1961 nach Theodor Heuss benannt worden war, in der Kunstgiesserei Strassacker eine Büste von Fahrner gefertigt. Heuss selbst schrieb darüber: „Gestern früh (mit Frau Steins) in Süßen bei Göppingen, Bronzegießerei, wo die Büste (von mir) für Reutlingen gegossen wurde – man will mir auch eine schenken. (Sie ist nicht ‚genial‘, aber sehr solid). Das ist nun eine Sache, die mir gefiel.“
Ein Exemplar dieser Büste wurde aus dem Nachlass des ehemaligen Ministerpräsidenten Gebhard Müller der Stadt Reutlingen geschenkt. Sie steht jetzt im Rathaus der Stadt.

### Medaillen und Gedenkmünzen
- 1924: Medaille für Verdienste um die Zeppelin-Eckener-Spende. Bronzegussmedaille. Kopf Eckeners nach links / Unbekleideter Mann vor stilisierten Wellen und Luftschiff.
- 1930: Ende der Besetzung des Rheinlands, Silbermedaille und Bronzemedaille 1930[14]. Vorderseite zwei klatschende Hände, Rückseite zwei Glocken und ein Gedicht:

Hört was die Glocke am Rheine spricht
Kinder und Enkel vergesset es nicht!
Was wir in zwölf bitteren Jahren
da mancher am Leide zerbrach
im Rheinischen Lande erlitten
an weisser und schwarzer Schmach
Das sei uns heiliges Vermächtnis
mit Blut und mit Tränen geweiht
Wir waren wir sind
und wir bleiben
Deutsch bis in Ewigkeit"
- 1931: Universität Frankfurt am Main, Fachbereich Wirtschaftswissenschaften, Fakultätsmedaille.[15]
- 1953: Deutsche Skimeisterschaft Baiersbronn, Einseitige Bronzegussmedaille.
- 1960: Erinnerungsmedaille zur Hochzeit von Diane Prinzessin von Frankreich und Carl Herzog von Württemberg. Reliefs der Eheleute, nach links blickend, sie hinten, er im Vordergrund, sie hälftig verdeckend. Rückseite Krone, Württembergisches Wappen, Französisches Wappen mit drei Lilien.